# Un homme coréen
Pour plus de détails, voir Fiche technique et Distribution.
Un homme coréen (hangeul : 파리의 한국남자 ; RR : Parieui hanguknamja) est un film sud-coréen écrit, coproduit et réalisé par Jeon Soo-il, sorti en 2015. L'histoire est basée sur un fait réel : un homme part à la recherche de son épouse disparue dans Paris pendant leur voyage de noces.
Ce long métrage a été sélectionné « Korean Cinema Today : Panorama » au Festival international du film de Busan en octobre 2015.

## Synopsis
Sang-ho et Yeon-hwa, jeunes mariés de la Corée du Sud, sont à Paris pour leur voyage de noces. La jeune épouse découvre une belle robe dans la vitrine d'un magasin en plein Pigalle et y entre. En l'attendant, son homme part au bar-tabac s'acheter un paquet de cigarettes, puis retourne la retrouver : elle a disparu…

## Fiche technique
- Titre : Un homme coréen[1]
- Titre original : 파리의 한국남자 (Parieui hanguknamja)
- Réalisation : Jeon Soo-il
- Scénario : Jeon Soo-il et Agnès Feuvre[1]
- Décors : Chi Cheng
- Photographie : Kim Seong-tae
- Montage : Park Joon-bum
- Production : Kim Min-kyeong ; Jeon Soo-il (coproducteur)
- Sociétés de production : Dongnyuk Film ; Mountain Pictures (Corée du Sud) et Neon Productions (France) (coproductions)
- Société de distribution : Mountain Pictures (Corée du Sud), Neon Productions (France)
- Pays d'origine :  Corée du Sud
- Langues originales : coréen et français[4]
- Format : couleur
- Genre : drame
- Durée : 86 minutes
- Dates de sortie :
  - Corée du Sud : 2 octobre 2015 (Festival international du film de Busan) ; 28 janvier 2016 (nationale)
  - France : 10 juin 2016 (Les Cinos à Berck-sur-Mer)[5]

## Distribution
- Jo Jae-hyeon : Sang-ho
- Paeng Ji-in : Yeon-hwa
- Mi Kwan Lock : Chang
- Yoo Na-ron: l'adolescent sud-coréen
- Phillipe Perrier : le père de Chang
- Jacques Aumont : le vieux sans-abri

## Accueil

### Sortie nationale
Un homme coréen se projette en avant-première mondiale en octobre 2015 au Festival international du film de Busan, avant sa sortie nationale le 28 janvier 2016 en Corée du Sud.

### Box-office
| Pays ou région | Box-office    | Date d'arrêt du box-office | Nombre de semaines |
| -------------- | ------------- | -------------------------- | ------------------ |
| Corée du Sud   | 2 740 entrées | février 2016               | 2                  |

Le film s'arrête de projeter en février 2016, avec 2 740 entrées dans 28 salles.

## Distinctions

### Nominations et sélections
- Festival international du film de Busan 2015 : « Korean Cinema Today : Panorama »[3]
- Festival international du film de Palm Springs 2016 : « North American premieres »[7]